# Hiéroglyphe égyptien A55
Le hiéroglyphe égyptien A55 (momie couchée sur un lit), est classifiée dans la section A « L'Homme et ses occupations » de la liste de Gardiner ; cet hiéroglyphe y est noté A55.

## Représentation
Il représente un homme momifié et osirifié, gisant sur un lit mortuaire.

## Utilisation
C'est un déterminatif des termes relatif à l'action de gésir et au champ lexical de la mort.
| A54 |

| A54 |

## Exemples de mots
| s | Dr · r | A55 |

| s | Dr · r | A55 |

| K4 · t · A55 |

| K4 · t · A55 |

| mn · n | i | Aa28 | A55 |

| mn · n | i | Aa28 | A55 |